# 飛鳥時代天皇配偶列表
飛鳥時代天皇配偶列表列出飛鳥時代所有天皇的配偶，包括皇后、妃嬪及所有受臨幸的後宮女性，以及女天皇之夫。
| 天皇     |    | 配偶           | 本名                      | 職位                                                                | 在位期間                                                            | 備註 |
| 欽明天皇 | 1  | 皇后           | 石姬                      | 皇女，結髪之妻，正室，後為皇后                                      | 敏达天皇5年3月10日-崇峻天皇5年12月8日 （576年4月23日-593年1月15日） | 宣化天皇女，生箭田珠勝大兄皇子、敏達天皇、笠縫皇女                                                                                                   |
| 欽明天皇 | 2  | 元妃           | 倉稚綾姬                  | 元妃                                                                | 待查                                                                | 石姬皇女同母妹，生石上皇子 |
| 欽明天皇 | 3  | 次妃           | 日影                      | 次妃                                                                | 待查                                                                | 皇女，石姬皇女同母妹，生倉皇子 |
| 欽明天皇 | 4  | 蘇我次妃       | 蘇我堅鹽媛                | 次妃，後尊為皇太夫人                                                | 待查                                                                | 蘇我稻目之女，生用明天皇、磐隈皇女、臘觜皇子、推古天皇、椀子皇子、大宅皇女、石上部皇子、山背皇子、大伴皇女、櫻井皇子、肩野皇女、橘本稚皇子、舍人皇女 |
| 欽明天皇 | 5  | 蘇我次妃       | 蘇我小姊君                | 次妃                                                                | 待查                                                                | 蘇我堅鹽媛同母妹，生茨城皇子、葛城皇子、穴穗部間人皇女、穴穗部皇子、崇峻天皇                                                                         |
| 欽明天皇 | 6  | 春日次妃       | 春日糠子                  | 次妃                                                                | 待查                                                                | 春日日抓臣之女，生春日山田皇女、橘麻呂皇子 |
| 敏達天皇 | 1  | 皇后           | 廣姬                      | 皇后                                                                | 敏达天皇4年1月9日-同4年11月 （575年2月4日-575年12月）               | 息長真手王之女，生押坂彥人大兄皇子、逆登皇女、菟道磯津貝皇女                                                                                         |
| 敏達天皇 | 2  | 皇后           | 額田部                    | 皇女，皇后，後為推古天皇                                            | 敏达天皇5年3月10日-崇峻天皇5年12月8日 （576年4月23日-593年1月15日） | 欽明天皇之女，生菟道貝蛸皇女、竹田皇子、小墾田皇女、鸕鶿守皇女、葛城王 (敏達天皇子)、尾張皇子、田眼皇女、櫻井弓張皇女                                |
| 敏達天皇 | 3  | 春日夫人       | 春日老女君 （又名藥君娘） | 夫人                                                                | 待查                                                                | 春日仲君之女，生難波皇子、春日皇子、桑田皇女、大派皇子                                                                                               |
| 敏達天皇 | 4  | 伊勢夫人       | 伊勢兔名子                | 采女，後為夫人                                                      | 待查                                                                | 伊勢小熊之女，生太姬皇女、糠手姬皇女 |
| 用明天皇 | 1  | 神前皇后       | 穴穗部間人                | 皇女，結髪之妻，正室，後為皇后                                      | 用明天皇元年1月1日-? （586年1月26日-?）                             | 又稱鬼前皇后、鬼前大后，欽明天皇之女，生廄戶皇子、來目皇子、殖栗皇子、茨田皇子，夫死後再嫁田目皇子                                                   |
| 用明天皇 | 2  | 葛城妃         | 葛城廣子                  | 妃                                                                  | 待查                                                                | 葛城磐村之女，生麻呂子皇子、酢香手姬皇女 |
| 用明天皇 | 3  | 蘇我嬪         | 蘇我石寸名                | 嬪                                                                  | 待查                                                                | 蘇我稻目之女，生田目皇子 |
| 崇峻天皇 | 1  | 大伴妃         | 大伴小手子                | 妃                                                                  | 待查                                                                | 大伴糠手之女，生蜂子皇子、錦代皇女 |
| 崇峻天皇 | 2  | 物部夫人       | 物部太媛                  | 夫人                                                                | 待查                                                                | 又名布都姬、御井、石上，後改嫁物部石上贄古 |
| 崇峻天皇 | 3  | 蘇我嬪         | 蘇我河上娘                | 嬪                                                                  | 待查                                                                | 蘇我馬子之女 |
| 推古天皇 | 1  | 敏達天皇       | 不詳                      | 天皇                                                                |                                                                     | 欽明天皇之子，生菟道貝蛸皇女、竹田皇子、小墾田皇女、鸕鶿守皇女、葛城王 (敏達天皇子)、尾張皇子、田眼皇女、櫻井弓張皇女                                |
| 舒明天皇 | 1  | 皇子妃         | 田眼                      | 皇女，結髮之妻，正室，皇子妃                                        | 待查                                                                | 敏達天皇之女 |
| 舒明天皇 | 2  | 皇后           | 寶                        | 舒明天皇2年1月12日-皇极天皇元年1月15日 （630年3月1日-642年2月19日） | 女王，繼室，皇后，後為皇極天皇，再尊為皇祖母尊                      | 茅渟王之女，生天智天皇、間人皇女、天武天皇 |
| 舒明天皇 | 3  | 蘇我夫人       | 蘇我法提郎媛              | 夫人                                                                | 待查                                                                | 蘇我馬子之女。生古人皇子、布敷皇女 |
| 舒明天皇 | 4  | 粟田夫人       | 粟田香櫛娘                | 夫人                                                                | 待查                                                                | 粟田鈴子之女，又名狹狹浪娘，生押坂錦間皇女 |
| 舒明天皇 | 5  | 蘇我夫人       | 蘇我手坏娘                  | 夫人                                                                | 待查                                                                | 蘇我蝦夷之女，生箭田皇女 |
| 舒明天皇 | 6  | 蚊屋嬪         | 蚊屋姊子娘                | 吉備國采女，後為嬪                                                  | 待查                                                                | 生蚊屋皇子 |
| 皇極天皇 | 1  | 王             | 高向                      | 王，結髮之夫，後離婚                                                | 待查                                                                | 用明天皇之孫，生漢皇子 |
| 皇極天皇 | 2  | 舒明天皇       | 田村                      | 天皇，第二任丈夫                                                    |                                                                     | 押坂彥人大兄皇子之子，生天智天皇、間人皇女、天武天皇                                                                                                 |
| 孝德天皇 | 1  | 皇后           | 間人                      | 皇女，皇后                                                          | 大化元年7月2日-天智天皇4年2月25日 （645年7月30日-665年3月16日）     | 舒明天皇女 |
| 孝德天皇 | 2  | 阿倍元妃       | 阿倍小足媛                | 元妃                                                                | 待查                                                                | 阿倍倉梯麻呂之女，生有間皇子 |
| 孝德天皇 | 3  | 蘇我次妃       | 蘇我乳娘                  | 次妃                                                                | 待查                                                                | 蘇我倉山田石川麻呂之女 |
| 天智天皇 | 1  | 皇后           | 倭                        | 姬王，結髮之妻，正室，後為皇后                                      | 天智天皇7年2月23日-? （668年4月10日-?）                             | 古人皇子之女 |
| 天智天皇 | 2  | 蘇我嬪         | 蘇我遠智娘                | 嬪                                                                  | 待查                                                                | 又名造媛、美濃津子娘，蘇我倉山田石川麻呂之女，生大田皇女、持統天皇、建皇子                                                                           |
| 天智天皇 | 3  | 蘇我嬪         | 蘇我姪娘                  | 嬪                                                                  | 待查                                                                | 又名櫻井姬，遠智娘之妹，生御名部內親王、元明天皇 |
| 天智天皇 | 4  | 阿倍嬪         | 阿倍橘娘                  | 嬪                                                                  | 待查                                                                | 阿倍倉梯麻呂之女，生飛鳥內親王、新田部皇女 |
| 天智天皇 | 5  | 蘇我嬪         | 蘇我常陸娘                | 嬪                                                                  | 待查                                                                | 蘇我赤兄之女，生山邊皇女 |
| 天智天皇 | 6  | 伊賀采女       | 宅子娘                    | 采女                                                                | 待查                                                                | 伊賀國采女，生弘文天皇、阿閇皇子、阿雅皇女 |
| 天智天皇 | 7  | 忍海宮人       | 忍海色夫古娘              | 宮人                                                                | 待查                                                                | 忍海小龍之女，生大江皇女、川島皇子、泉內親王 |
| 天智天皇 | 8  | 栗隈宮人       | 栗隈黑媛娘                | 宮人                                                                | 待查                                                                | 栗隈德萬之女，生水主內親王 |
| 天智天皇 | 9  | 越道君伊羅都賣 | 不詳                      | 宮人                                                                | 待查                                                                | 越之國道君（国造）之女 |
| 弘文天皇 | 1  | 皇子妃         | 十市                      | 皇女，結髮之妻，正室，皇子妃                                        | 待查                                                                | 天武天皇之女，生葛野王 |
| 弘文天皇 | 2  | 藤原皇子次妃   | 藤原耳面刀自              | 側室，皇子次妃                                                      | 待查                                                                | 藤原鎌足之女，生壹志姬王 |
| 天武天皇 | 1  | 皇后           | 鸕野讚良                  | 皇女，結髮之妻，正室，後為皇后，後為持統天皇                        | 天武天皇2年2月27日-持统天皇4年1月1日 （673年3月20日-690年2月14日）  | 天智天皇之女，生草壁皇子 |
| 天武天皇 | 2  | 妃             | 大田                      | 皇女，妃                                                            | 待查                                                                | 天智天皇之女，生大伯皇女、大津皇子 |
| 天武天皇 | 3  | 妃             | 大江                      | 皇女，妃                                                            | 待查                                                                | 天智天皇之女，生長親王、弓削皇子 |
| 天武天皇 | 4  | 妃             | 新田部                    | 皇女，妃                                                            | 待查                                                                | 生舍人皇子 |
| 天武天皇 | 5  | 藤原夫人       | 藤原冰上娘                | 夫人                                                                | 待查                                                                | 藤原鎌足之女，生但馬內親王 |
| 天武天皇 | 6  | 藤原夫人       | 藤原五百重娘              | 夫人                                                                | 待查                                                                | 冰上娘之妹，生新田部親王 |
| 天武天皇 | 7  | 蘇我夫人       | 蘇我大蕤娘                | 夫人                                                                | 待查                                                                | 蘇我赤兄之女，生穗積親王、紀皇女、田形內親王 |
| 天武天皇 | 8  | 采女           | 額田                      | 姬王，采女                                                          | 待查                                                                | 鏡王之女，生十市皇女 |
| 天武天皇 | 9  | 胸形宮人       | 胸形尼子娘                | 宮人，側室，無位號                                                  | 待查                                                                | 胸形德善之女，生高市皇子 |
| 天武天皇 | 10 | 宍人宮人       | 宍人榖媛娘                | 宮人，側室，無位號                                                  | 待查                                                                | 宍人大麻呂之女，生忍壁親王、磯城皇子、泊瀨部內親王、託基內親王                                                                                       |
| 持統天皇 | 1  | 天皇           | 大海人                    | 皇子，結髮之夫，後為天武天皇                                        |                                                                     | 舒明天皇之子，生草壁皇子 |
| 文武天皇 | 1  | 藤原皇后       | 藤原宮子                  | 夫人，後為皇太夫人、追贈太皇太后                                    | 待查                                                                | 又名宮子娘，藤原不比等之女，生聖武天皇 |
| 文武天皇 | 2  | 紀廢嬪         | 紀竈門娘                  | 嬪，後被廢                                                          | 待查                                                                | |
| 文武天皇 | 3  | 石川廢嬪       | 石川刀子娘                | 嬪，後被廢                                                          | 待查                                                                | |